# 릭 피터스

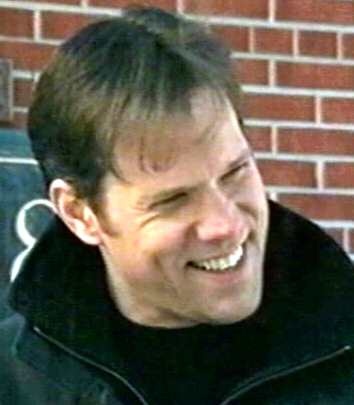

릭 피터스(Rick Peters, 1967년 6월 1일 ~ )는 미국의 배우, 텔레비전 배우, 영화배우이다.
디트로이트에서 태어났다.

## 방송
- 스윙타운
- 베로니카 마스 시즌2

## 영화
- 에필로그  (2013년) - 레스터 역
- 덱스터 시즌5 (2010년) - 엘리엇 역
- 더 이벤트 (2010년) - 론너 역
- 덱스터 시즌4 (2009년) - 엘리엇 역
- 스윙타운 (2008년)
- 히어로즈 (2006년)
- 덱스터 시즌1 (2006년)
- 베로니카 마스 (2004년)
- 나이트 클래스 (2001년) - 제이크 역
- 라이프/드로잉 (2001년)
- 아메리칸 버진 (2000년)
- 언더커버 킬러 (1999년)
- 할리퀸 - 디스 매터 오브 메리지 (1998년)
- 레프리콘 4 (1996년)
- 나이트 오브 데몬스 2 (1994년)